# Cour d'appel de Catane
La Cour d'appel de Catane est une des 26 cours d'appel italiennes, une des quatre dans la région de la Sicile.
Son ressort (distretto) comprend les tribunaux (tribunali ordinari) de Caltagirone, Catane, Raguse et Syracuse, ainsi que 21 sièges des juges de paix (Giudici di pace).

## Compétence territoriale
Les ressorts sont mis à jour selon la Loi 27 février 2015 no 11.

## Tribunale di Caltagirone

### Giudice di pace di Caltagirone
Caltagirone, Grammichele, Licodia   Eubea, Mazzarrone, Mineo, Mirabella Imbaccari, Palagonia, San Cono, San  Michele  di  Ganzaria, Vizzini

### Giudice di pace di Militello in Val di Catania
Militello in Val di Catania, Scordia

### Giudice di pace di Ramacca
Castel di Iudica, Raddusa, Ramacca

## Tribunale di Catania

### Giudice di pace di Acireale
Aci  Bonaccorsi, Aci  Castello, Aci  Catena, Aci   Sant'Antonio, Acireale, Santa Venerina, Valverde

### Giudice di pace di Adrano
Adrano

### Giudice di pace di Belpasso
Belpasso, Camporotondo Etneo, Nicolosi

### Giudice di pace di Biancavilla
Biancavilla

### Giudice di pace di Bronte
Bronte, Cesarò, Maletto, Maniace, San Teodoro

### Giudice di pace di Catania
Castiglione di Sicilia, Catania, Linguaglossa, Misterbianco, Motta Sant'Anastasia, Pedara, Piedimonte  Etneo, Trecastagni, Viagrande, Zafferana Etnea

### Giudice di pace di Giarre
Calatabiano, Fiumefreddo  di  Sicilia, Giarre, Mascali, Milo, Riposto, Sant'Alfio

### Giudice di pace di Mascalucia
Gravina di Catania, Mascalucia, San Giovanni la Punta, San Gregorio di Catania, San Pietro Clarenza, Sant'Agata li Battiati, Tremestieri Etneo

### Giudice di pace di Paternò
Paternò, Ragalna, Santa Maria di Licodia

### Giudice di pace di Randazzo
Randazzo

## Tribunale di Ragusa

### Giudice di pace di Modica
Ispica, Modica, Pozzallo, Scicli

### Giudice di pace di Ragusa
Chiaramonte Gulfi, Comiso, Giarratana, Monterosso Almo, Raguse, Santa Croce Camerina

### Giudice di pace di Vittoria
Acate, Vittoria

## Tribunale di Siracusa

### Giudice di pace di Avola
Avola

### Giudice di pace di Lentini
Carlentini, Francofonte, Lentini

### Giudice di pace di Noto
Noto, Rosolini

### Giudice di pace di Palazzolo Acreide
Buccheri, Buscemi, Palazzolo Acreide

### Giudice di pace di Siracusa
Augusta, Canicattini Bagni, Cassaro, Ferla, Floridia, Melilli, Pachino, Portopalo  di  Capo  Passero, Priolo Gargallo, Syracuse, Solarino, Sortino

## Autres organes juridictionnels compétents pour le ressort

### Chambres spécialisées
- Corte d'assise (cour d’assises) : Catane et Syracuse
- Corte d'assise d’appello (cour d'assises d'appel) :  Catane
- Sezione specializzata in materia di impresa (chambre pour les entreprises) auprès du Tribunal et de la Cour d’appel de Catane
- Tribunale regionale delle acque pubbliche (eaux publiques) : Palerme

### Justice pour les mineurs
- Tribunale per i minorenni (Tribunal pour mineurs): Catane
- Cour d’appel de Catane, sezione per i minorenni (chambre pour les  mineurs)

### Surveillance
Organes juridictionnels pour l’exécution et le contrôle de la peine 
- Magistrato di sorveglianza :  Catane et Syracuse
- Tribunale di sorveglianza : Catane

### Justice fiscale
- première instance : Commissione tributaria provinciale (CTP): Catane, Raguse et Syracuse
- appel : Commissione tributaria regionale (CTR) de la Sicile, chambres détachées de Catane  et Syracuse

### Justice militaire
- Tribunale militare : Naples
- Corte d’appello militare :  Rome

### Justice des comptes publics
- Corte dei conti[2] :
  - première instance : Sezione giurisdizionale (chambre juridctionnelle), Sezione di controllo (chambre de contrôle), Procura regionale (ministère public) auprès de la Chambre juridictionnelle pour la Région de la Sicile – Palerme
  - appel : Sezione giurisdizionale d’appello (chambre d’appel), Procura generale d’appello (procureur général) – Palerme
  - Chambres réunies - Palerme

### Justice administrative
- Tribunale amministrativo regionale (tribunal administratif régional) pour la Sicile, Chambre détachée de Catane[3]
- Consiglio di giustizia amministrativa per la Regione siciliana (Cour administrative d'appel pour la Sicile) (Palerme)[4]

### Usi civici
Organe statuant sur les propriétés collectives et les droits d’usage
- Commissariato per la liquidazione degli usi civici de la Sicile : Palerme